# Pépieux
Pépieux (okzitanisch Pepius) ist eine südfranzösische Gemeinde mit 1105 Einwohnern (Stand 1. Januar 2022) im Département Aude in der Region Okzitanien.

## Lage
Pépieux liegt in der Landschaft des Minervois, gut 35 Kilometer (Fahrtstrecke) nordöstlich von Carcassonne. Die Nachbarstädte Rieux-Minervois und Caunes-Minervois befinden sich etwa 10 Kilometer südwestlich bzw. 15 Kilometer nordwestlich. Der Ort wird vom Fluss Ognon durchquert.

## Bevölkerungsentwicklung
| Jahr      | 1968 | 1975 | 1982 | 1990 | 1999 | 2016 |
| Einwohner | 807  | 913  | 992  | 1041 | 949  | 1058 |

## Wirtschaft
Wie fast überall im Minervois spielt der Weinbau eine große Rolle für das Wirtschaftsleben des Ortes. Die Weine aus Pépieux werden unter der Appellation Coteaux-de-Péyriac vermarktet.

## Geschichte
Die Geschichte von Pépieux unterscheidet sich in den großen Linien kaum von der anderer Städte im Minervois – der mittelalterliche Ort hatte eine Burg und Stadtmauern. Im Hundertjährigen Krieg (1337–1453) zwischen England und Frankreich und in den Hugenottenkriegen (1562–1598) hat die Stadt jedoch schwere Verwüstungen erlebt.

## Sehenswürdigkeiten
- Von der mittelalterlichen Burg (château) sowie von der ehemaligen Stadtmauer (remparts) haben sich nur Ruinen erhalten.

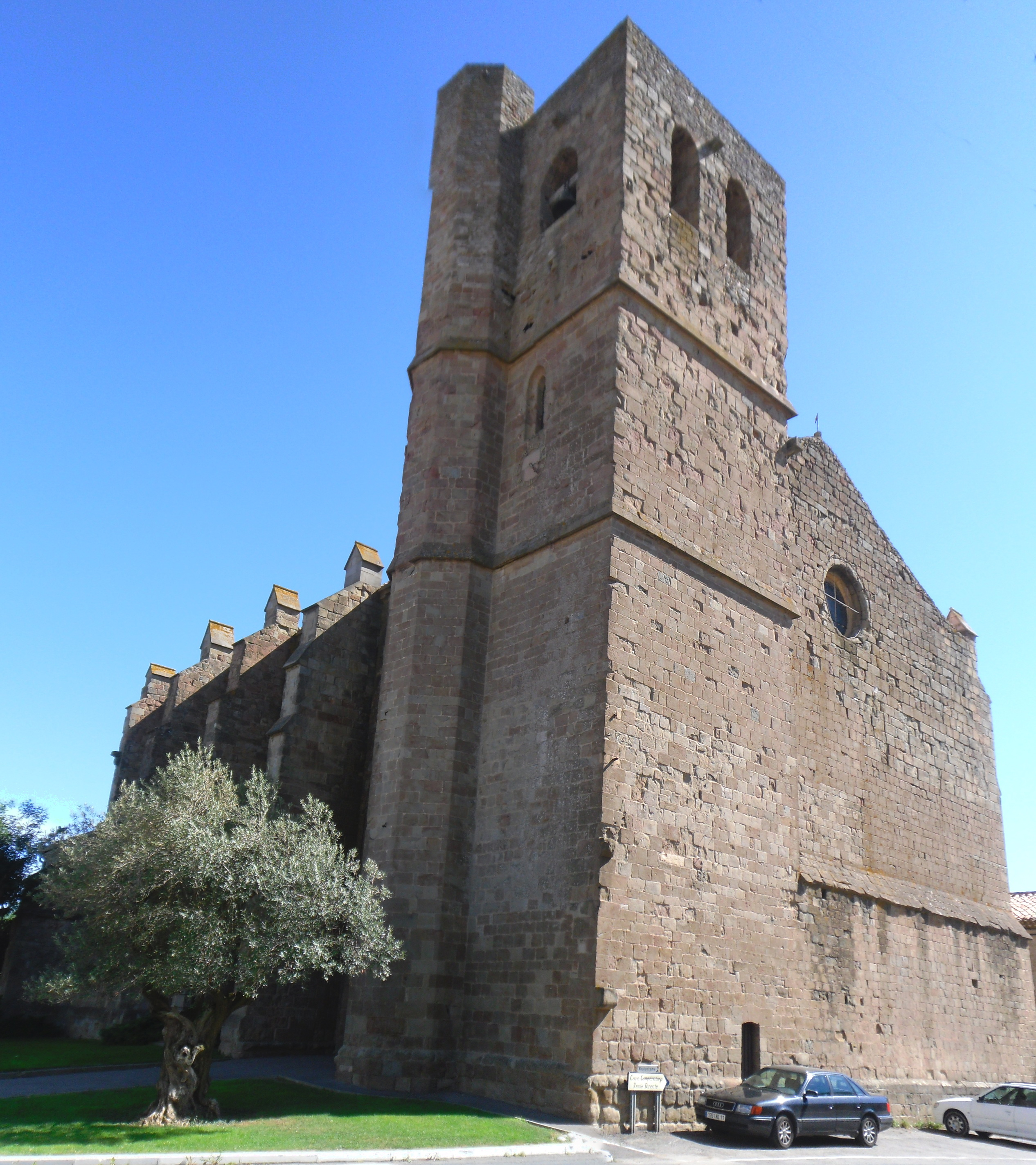
Pépieux – Kirche St-Étienne

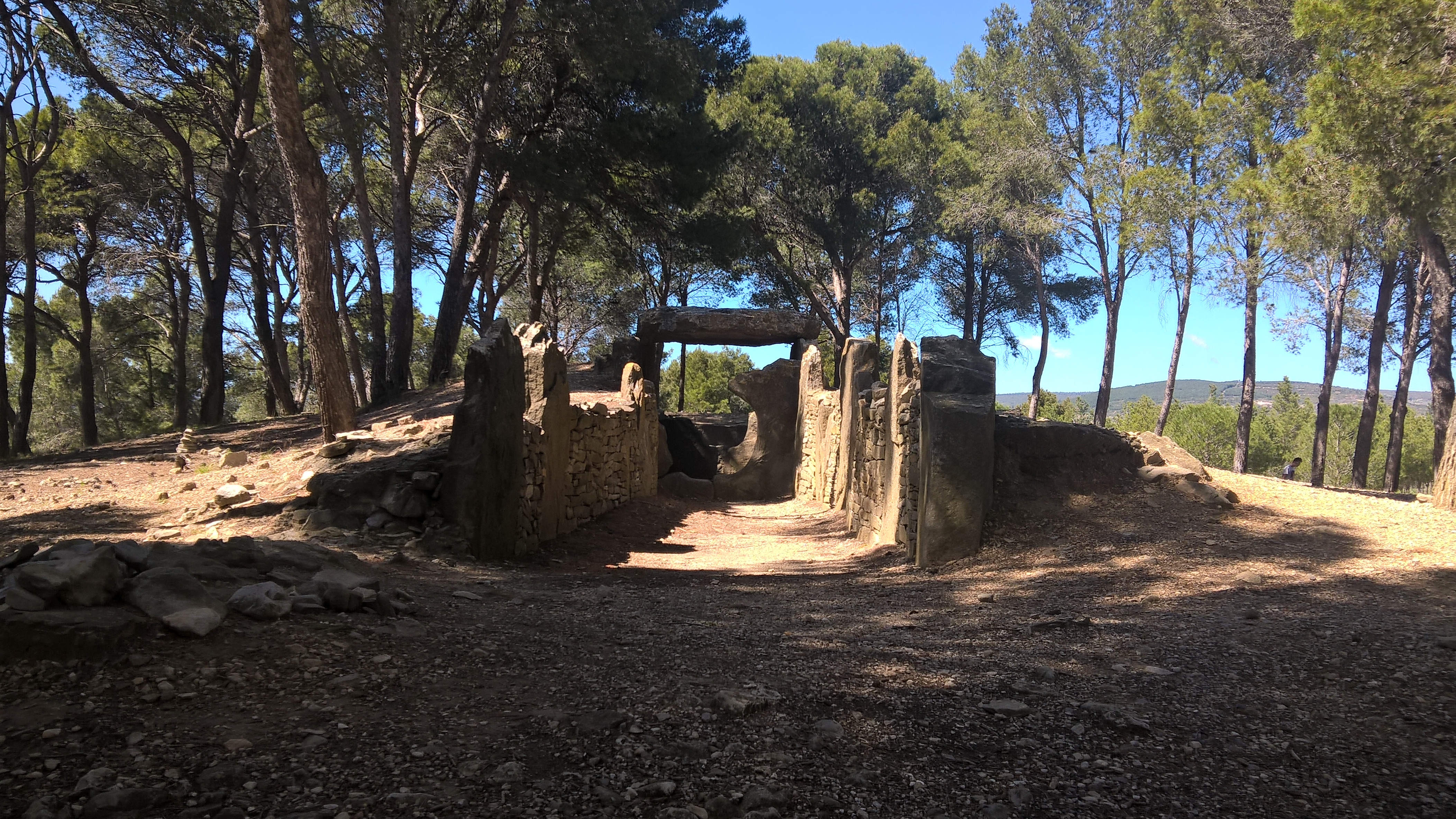
Dolmen Lo Morrel de las Fadas

- Die Église Saint-Étienne stammt vom Ende des 13. Jahrhunderts und zeigt – abgesehen von Turm und Westfassade – gotische Stilformen (Strebewerk, Rippengewölbe, Maßwerkfenster etc.), die im Minervois ebenso wie im gesamten Süden Frankreichs eher selten anzutreffen sind. Bereits wenige Jahre nach ihrer Fertigstellung in der Zeit des Hundertjährigen Krieges (1355) wurde die Kirche von den Soldaten des 'Schwarzen Prinzen' (Edward of Woodstock) in Brand gesetzt. Im Jahre 1379 wieder instand gesetzt, fiel sie während der Hugenottenkriege den protestantischen Heerscharen zum Opfer. Ein Eingangsportal an der völlig schmucklosen Westfassade der Kirche war wohl niemals geplant, dafür gibt es einen Zugang auf der Nordseite. Die ehemals vorhandene und auf alten Fotografien noch zu sehende Spitze des sehr blockhaft und wehrhaft wirkenden Turms wurde im frühen 20. Jahrhundert aus ästhetischen Gründen abgerissen. Dennoch beeindruckt der – von Seitenkapellen abgestützte – einschiffige Bau im Innern durch seine Höhe und seine enorme lichte Breite von 18,60 Metern (zum Vergleich: Kathedrale St-Jean von Perpignan 18,35 Meter). Das Bauwerk ist seit 1927 als Monument historique[1] anerkannt.
- Der Dolmen Lo Morrel dos Fados liegt etwa 4 Kilometer nordwestlich von Pépieux; es ist ein imposantes Ganggrab (allée couverte) aus der Epoche der Megalithkulturen. Bemerkenswert sind die außergewöhnliche Länge des Ganggrabs (24 Meter) und zwei zerbrochene Steinplatten mit großen kreisrunden Seelenlöchern. Die Abdeckung aus großen und schweren Kalksteinplatten ist weitestgehend zerstört. Dennoch ist der Dolmen seit 1969 als Monument historique[2] anerkannt.